# Euproctis parviplagiosa
Euproctis parviplagiosa är en fjärilsart som beskrevs av M.Gaede 1932. Euproctis parviplagiosa ingår i släktet Euproctis och familjen tofsspinnare. Inga underarter finns listade i Catalogue of Life.